# オリンポス山
オリンポス山（オリンポスさん、現代ギリシア語: Όρος Όλυμπος、ギリシア語ラテン翻字: Óros Ólumpos、英語: Mount Olympus あるいは Mount Ólympos）は、ギリシャのテッサリア地方にある標高2,917.727m の山。ギリシャの最高峰。現代ギリシア語に基く日本語表記ではオリンボス山とも。古典ギリシア語ではオリュンポス山と発音される。

## 概要
山麓が海面近くのため、プロミネンス（山麓からの比高）が2,355 mと、ヨーロッパで最も高い山の一つである。ギリシャ第二の都市テッサロニキからテルマイコス湾をはさんで南西80kmのところにある。一帯に石灰岩の丘陵地が広がっており、北部と東部の山麓には沖積平野と深い渓谷がある。
オリンポス山は植物相がとても豊かであり、植生はマッキア、地中海地方の硬葉低木林、ブナ属とオークの樹林、ヨーロッパクロマツの針葉樹林、山地草原と高山帯がある。23種の固有種を含む約1700種の植物、7種のキツツキを含む104種の鳥類と32種の哺乳類が生息しており、絶滅危惧種のジョフロワホオヒゲコウモリ、シャモア、ヒゲワシ、イヌワシも見られる。1981年にユネスコの生物圏保護区に指定された。

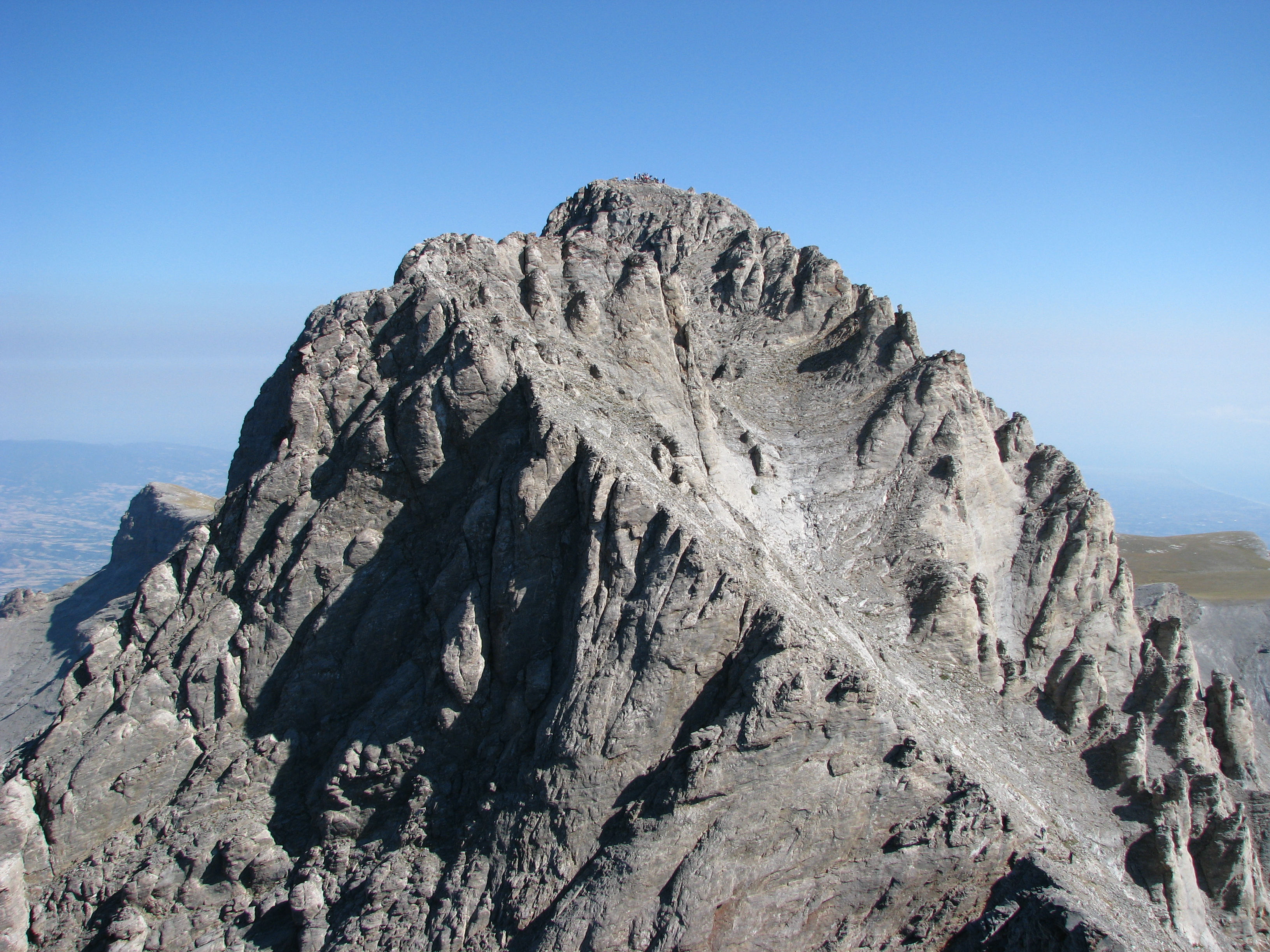
最高峰のミティカス

最も高いピークはギリシア語で「鼻」を意味するミティカス（MitikasまたはMytikas）と呼ばれる。次に高いピークはスコリオ（Skolio、標高2,912m）である。オリンポス山に登るには東側の山麓の町リトホロ（Λιτόχωρο、標高293m）から登る。リトホロはこの山に登るルート上にあることから、「神の街」と呼ばれている。

## 神話
オリンポス山は、ギリシア神話ではオリュンポス十二神の居所とされる山である。

## その他
光学機器メーカーオリンパスの名称の由来である。